# Mesa dos Quatro Abades
A Mesa dos Quatro Abades localiza-se no marco divisório das freguesias de Calheiros, Cepões, Bárrio e Vilar do Monte, no município de Ponte de Lima, distrito de Viana do Castelo, em Portugal.

## História
Trata-se de uma mesa em granito que se apoia no marco divisório das quatro freguesias. Em cada uma das faces estão gravadas as iniciais do nome da freguesia a que corresponde a mesma face.
A mesa é ladeada por quatro bancos também em granito, cada um assente no território de cada freguesia confinante.
Outrora os representantes de cada paróquia sentavam-se aqui para debater e resolver os mais diversos assuntos, consultando os paroquianos que se encontravam ao seu redor.
Em nossos dias, esta curiosa tradição foi recuperada desde 1988, por iniciativa das Juntas de Freguesia, sendo celebrada anualmente no terceiro domingo de junho.